# 副皇太子
 副皇太子/副王太子（ふくこうたいし/ふくおうたいし）とは、一国の皇室ないし王室で皇太子/王太子に次ぐ、皇位(/王位)継承者の身位であり称号。2014年以降のサウジアラビア王室に例がある。

## サウジアラビアの副王太子
サウジアラビアでは2014年に王位継承者として皇太子の他に副王太子位(アラビア語：ولي ولي العهد)を新設し、アブドゥッラー国王が異母弟のムクリンを指名した。2015年1月23日にはアブドゥッラー国王崩御による王位継承にともなってムクリンは王太子に昇格し、サルマーン新国王と同じスデイリー・セブンの家系に属する甥のムハンマド・ビン・ナーイフが副王太子に冊立された。ところが同年4月29日にムクリンは廃太子となり、ムハンマド・ビン・ナーイフ副王太子は王太子に昇格し、サルマーン国王の実子であるムハンマド・ビン・サルマーンが副王太子に冊立された。これにより王室の首脳が国王の近親者に集中することとなった。
従来、サウジアラビアの王位は初代 アブドゥルアズィーズ・イブン・サウードの王子ら第2世代の間で継承されていた。サルマーン国王の甥や王子が短期間のうちに王太子、副王太子に冊立されたことは、王位継承の流れを王室の第3世代に移す重大人事であった。この人事にスディリ家の復活と見る声もあるが、王室内の年長者を差し置いて第3世代を王位継承者に使命したことはスディリ家の枠を超えて年功序列的な王位継承の慣例を崩す動きともいえる。その後、国王の実子であるムハンマド・ビン・サルマーン副王太子が同国の経済・防衛政策の他、エネルギー政策をも統括するようになり、第3世代の権力が集中が顕著となっている。
2017年6月21日、サルマーン国王によりムハンマド・ビン・ナーイフ王太子が解任され、国王の実子のムハンマド・ビン・サルマーン副王太子が王太子に昇格し、副王太子は空位となった。

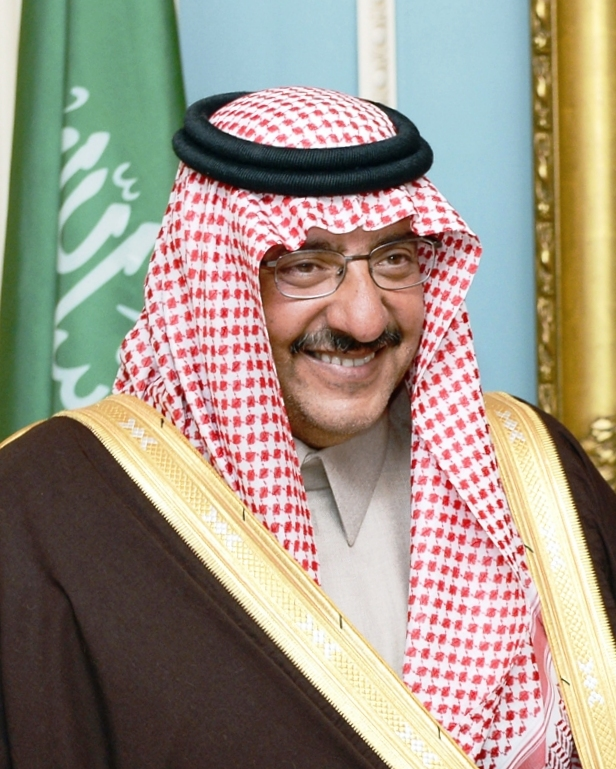
ムハンマド・ビン・ナーイフ 2015年1月23日冊立 4月29日 王太子に昇格
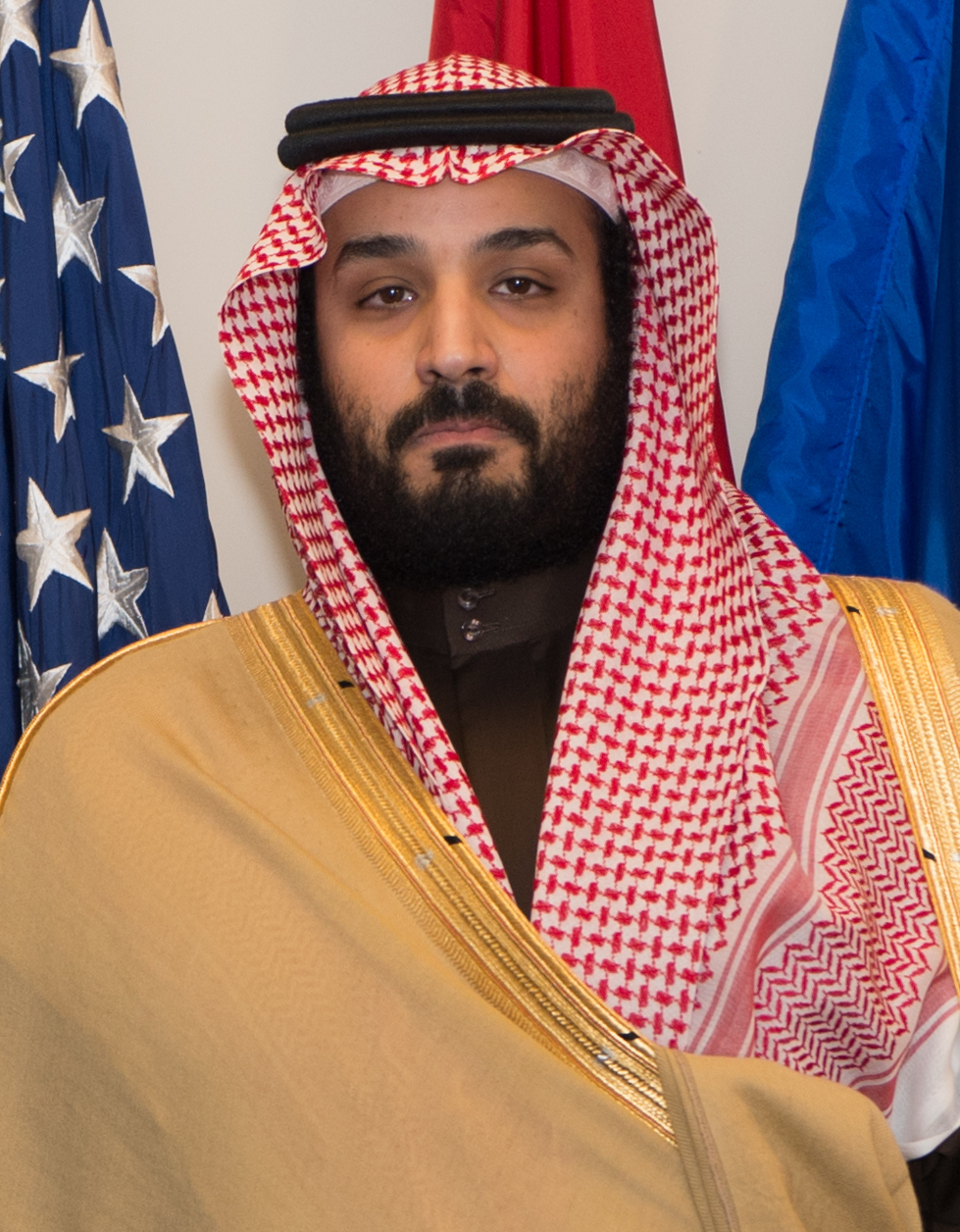
ムハンマド・ビン・サルマーン 2015年4月29日冊立 2017年6月21日 王太子に昇格